# Pirates of the Caribbean Online
Pirates of the Caribbean Online, POTC Online или POTCO (рус. Пираты Карибского моря Онлайн) — MMORPG, созданная The Walt Disney Company. Игра основана на одноимённой серии фильмов и аттракционе. Это вторая MMORPG, созданная компанией (после Toontown Online).
Игра была анонсирована 26 апреля 2005 года. Релиз был запланирован на 2006 год, одновременно с выходом фильма Пираты Карибского моря: Сундук мертвеца, но постоянно откладывался. Игра прошла две стадии бета-тестирования, и была официально запущена 31 октября 2007. Все сервера были отключены и игра официально прекратила своё существование 19 сентября 2013 года.

## Геймплей[4]
Игрок может создать себе собственного персонажа (до 2-х персонажей с Базовым доступом и до 4-х с Безлимитным доступом), купить собственный корабль, собирать команду из других игроков и выполнять квесты.
Действие игры происходит в Карибском море между Порт-Ройалом, островами Тортуга, Куба, Падрес Дель Фуего (англ. Padres Del Fuego) и другими небольшими островами. Персонажи из оригинальной серии (Джек Воробей, Гектор Барбосса, Элизабет Суон, Уилл Тёрнер и Джошами Гиббс) появляются в игре как неигровые персонажи. Также в игре есть персонажи, которых не было в фильмах (например, Весёлый Роджер). Чтобы перейти на следующий уровень, игрок должен выполнять квесты, уничтожать врагов и искать сокровища.

## Сюжет

### Предыстория
Сюжетная линия игры происходит между событиями фильмов Пираты Карибского моря: Проклятие «Чёрной жемчужины» и Пираты Карибского моря: Сундук мертвеца. С падением проклятия ацтеков, города, атакованные капитаном Барбоссой (например, Порт-Ройал) снова процветают и пиратство вместе с ними. Пираты в Карибском море свободно бороздят его воды. Тем не менее, Джек Воробей, который поссорился с бессмертным капитаном Весёлым Роджером, использует помощь дружественных пиратов, чтобы оградить себя — и Совет Братства — от гнева Роджера и его армии нежити, начинающей вторжения на основные острова в Карибском море. Между тем, новая угроза нависла над пиратством — Ост-Индская торговая компания.

### Первый квест: Отплытие
История начинается на острове Рэмблшэк, где персонаж освобождается из тюрьмы капитаном Джеком Воробьём. Когда игрок спасается, они находят маленький островок, атакованный из ниоткуда пушечным огнём. Войдя в склад на острове, они встречают Уилла Тернера, который обучает игрока обращению с абордажной саблей. Когда игрок уходит, скелеты, бессмертные солдаты Весёлого Роджера, появляются и атакуют Тернера. Тернер дает игроку абордажную саблю, и тот с Джеком покидает склад. Выйдя из склада через заднюю дверь, они ввязываются в бой со скелетами, блокирующими их.
Затем они заходят на корабль под предводительством человека по имени Бо Бек, который берет игрока с собой. После сражения и потопления вражеского военного корабля, главный злодей игры, Весёлый Роджер, появляется на корабле. Раскрывается, что Бек заключил сделку с Роджером, чтобы привести к нему Джека Воробья, но упустил его. Весёлый Роджер превращает Бека в скелета, но позволяет игроку жить, чтобы тот предупредил Воробья, и заставляет его идти по доске. Затем игрок плывет в Порт-Ройял.
В Порт-Ройяле, ведьма вуду Тиа Дальма предупреждает его о темных силах Ост-Индской компании и Весёлого Роджера, возрастающих в Карибском море, и только с помощью Чёрной жемчужины можно удержать пиратство в живых, но, к сожалению, она была захвачена Королевским флотом. Элизабет Суон говорит игроку о том, что спасение «Жемчужины» будет нелёгким, и дает игроку первый корабль, лёгкий шлюп. Капитан Гектор Барбосса затем передает игроку пистолет, когда тот встречается в игроку в своем гроте на острове Наковальня дьявола.

### Второй квест: Команда «Чёрной жемчужины»
После встречи с Барбоссой игрок отправляется в таверну на Тортуге, называемую Верная невеста, чтобы встретить Джека Воробья. Воробей говорит ему список людей, которых нужно набрать в команду «Жемчужины». С тех пор игрок должен делать бесчисленные квесты для новобранцев (по одному за раз, и возвращаться к Джошами Гиббсу в Верную невесту после каждого), а первая глава этой истории заканчивается битвой с боссом, в которой игроки должны объединиться, чтобы выплыть на «Чёрной жемчужине» из гавани, победив охраняющих её солдат, уничтожив флот конвойных кораблей, взорвав вражеские форты, и в конце потопив главного босса, линейный корабль Голиаф. По возвращении к Джеку Воробью, тот вознаграждает игрока способностью руководства, которая увеличивает мощность пушечного огня, скорость и быстроту перезарядки пушки.

### Третий квест: Бухта Ворона
Чтобы принять участие в этом квесте, игрокам не обязательно завершать главу Освобождение «Черной жемчужины». Весёлый Роджер создал блокаду, чтобы заполучить Джека Воробья. Джек отправляет игрока в Бухту Ворона, пустынный проклятый остров, который был разрушен после того, как Весёлый Роджер и Ост-Индская компания обыскали его в поисках легендарного оружия испанского конкистадора Эль-Патрона. Каждая душа была убита, кроме одной, и теперь призраки бродят по острову. Игрок должен помочь дружественным призракам выполнить их последнюю волю для того, чтобы добраться до шахты, где, по слухам, находятся Проклятые Мечи Эль-Патрона. Джек нуждается в них, чтобы победить Весёлого Роджера. Как только игрок входит в шахты, он должен помочь доктору Беллрогу, душе, попавшейся в ловушку Весёлого Роджера. После оказания ему помощи, игрок может открыть дверь в конце шахты, которая предоставляет доступ к кораблю Эль-Патрона, которому был закрыт выход к морю во время мятежа. Проклятые Мечи находятся на судне, однако игрок должен побороть призрак Эль-Патрона, чтобы получить их. После победы над Эль-Патроном, игрок выбирает 1 из 3 Проклятых Мечей, и получает Злое Проклятие Судьбы (которое поразительно схоже с Чёрной Меткой из второго фильма), касаясь его.

## Отзывы и критика
| Сводный рейтинг    | Сводный рейтинг |
| Агрегатор          | Оценка          |
| ------------------ | --------------- |
| GameRankings       | 72 %            |
| Metacritic         | 60 %            |
| Иноязычные издания |                 |
| Издание            | Оценка          |
| GameRevolution     | C+              |
| GameZone           | 7,0             |
| PC Gamer (US)      | 60/100          |
| X-Play             | [ 11 ]          |

В общем игра получила средние отзывы. Обозреватели отмечают в игре дружелюбную атмосферу для всей семьи, довольно простую графику и простую систему управления кораблем. В 2009 году игра была номинирована на лучшую MMO года на сайте Beckett Massive Online Gamer, и победила в номинации Лучшая игра для детей/для всей семьи.

### Фильмы
- Пираты Карибского моря: Проклятие «Чёрной жемчужины»
- Пираты Карибского моря: Сундук мертвеца
- Пираты Карибского моря: На краю света
- Пираты Карибского моря: На странных берегах

### Компьютерные игры
- Пираты Карибского моря
- Pirates of the Caribbean: The Curse of the Black Pearl
- Pirates of the Caribbean: Dead Man’s Chest
- Pirates of the Caribbean: The Legend of Jack Sparrow
- Pirates of the Caribbean: At World’s End
- LEGO Pirates of the Caribbean: The Video Game